# Лебедев, Владимир Николаевич (режиссёр)
Владимир Николаевич Лебедев (1903—1980) — советский актёр и театральный режиссёр
. Заслуженный артист РСФСР (24.01.1941). Заслуженный деятель искусств РСФСР (9.02.1953).

## Биография
В 1925—1928 гг. учился в драматической студии Н. В. Ростовой (Ленинград).
В 1930 г. актер, в 1934—1937 гг. художественный руководитель Ленинградского областного малого драматического театра, в 1937—1941 гг. художественный руководитель Ленинградского областного драматического театра, с 1943 года — режиссёр Ленинградского Городского театра (ныне Театр им. Комиссаржевской).
В 1946—1949 гг. художественный руководитель, в 1949—1953 гг. главный режиссёр Тульского театра.
В 1953—1958 гг. — главный режиссёр Одесского Русского драматического театра.
В 1958—1960 гг. — главный режиссёр Ленинградского театра драмы и комедии.
В 1961—1971 гг. — режиссёр Псковского областного драматического театра.

## Театральные постановки
- «Под золотым орлом» Ярослава Галана